# Shimon Moore
Shimon Moore (Sydney, 11 novembre 1982) è un cantante e chitarrista australiano.
Nel 1997 ha fondato insieme alla bassista Emma Anzai la band Alternative rock Sick Puppies.

## Prima della musica e la formazione del gruppo
Il padre di Shimon era un venditore di software per computer, ciò permetteva al ragazzo di avere per sé alcune copie di questi software. Tra questi programmi ce n' era uno per imparare a suonare la chitarra in modo fai-da-te. Shimon diventa subito ossessionato dall'imparare a suonare. L'aspirante chitarrista ha poi preso lezioni di chitarra, ma ha sempre detto che la maggior parte di ciò che sa fare l'ha imparata da solo. In questo periodo ha imparato anche a suonare le percussioni. Pur frequentando la Mosman High School incontra nella "camera della banda" Emma Anzai. I due si erano riservati la camera allo stesso tempo per determinare chi avrebbe avuto l'accesso ad essa. Grazie a questo incontro i due capiscono di avere in comune il forte amore per i Silverchair e i Green Day. Per le prime volte che suonarono insieme Shimon suonava la batteria ed Emma la chitarra. In seguito stabilirono che per qualsiasi concerto che avessero voluto suonare gli sarebbe servito un batterista a tempo pieno. Tuttavia per piccoli concerti dovettero usare dei batteristi occasionali, fino a quando incontrarono Chris Mileski, allora Shimon si spostò alla chitarra, Emma al basso e il nuovo arrivato Chris alla batteria. Da qui si apre la storia dei Sick Puppies, le cui prime influenze su di loro furono i Red Hot Chili Peppers, i Limp Bizkit e i già citati Silverchair.

## Welcome to the Real World
Nel 2000 i Sick Puppies partecipano al Triple J Unhearted Band Competition. La loro canzone Nothing Really Matters vince il concorso e garantisce un contratto discografico alla neo-band. 
Il gruppo utilizza il contratto vinto per registrare il primo album in studio, Welcome to the Real World. Questo album ha caratterizzato i loro prim singoli quali Rock Junior, Fly, Every Day e Nothing Really Matters. Solo poche copie di questo album sono state emanate, successivamente queste copie sono diventate oggetto molto ambito dai collezionisti.

## All the Same
Shimon lavorava in una paninoteca, quando incontrò Juan Mann, un uomo con un cartello appeso al collo che recitava "Free hugs" (abbracci gratis). Shimon chiese a Juan perché stesse facendo questo, de egli rispose "Mi piace far sorridere la gente dopo che ho lasciato la mia compagnia.". Allora Moore pensò che quella era l'idea più bella che avesse mai sentito.
Shimon aveva appena visto un documentario di Morgan Sperlock su McDonald's, quando decise anche lui un documentario su Juan Mann, vesto che era da sempre desideroso di girare un film. Da allora Shim incontrò per due mesi, un giorno alla settimana Mann, filmando con la videocamera di suo padre. Terminate le riprese Shim caricò su YouTube il video Free Hugs. Il video però, suscitò delle polemiche, visto che durante le riprese gli organismi applicarono il diritto di aver loro impedito le riprese a causa della loro mancanza di assicurazione di responsabilità civile, e Juan Mann iniziò una petizione. Moore inizialmente fu tirato su dal video di Free Hugs, realizzato nel periodo della morte di sua nonna. Durante il montaggio del video Emma Anzai suggerì al compagno di usare All The Same come sottofondo e il distacco da You Tube. Il giorno in cui il video fu caricato era un venerdì, la domenica c'erano 250.000 opinioni, e All The Same diventò l'ottavo video più visto di tutti i tempi.